# Edwin Erich Dwinger

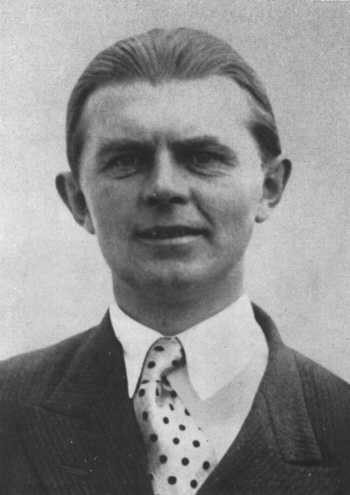
Edwin Erich Dwinger, vor 1938

Edwin Erich Dwinger (* 23. April 1898 in Kiel; † 17. Dezember 1981 in Gmund am Tegernsee) war ein deutscher Schriftsteller. Er publizierte in der Weimarer Republik, in der Zeit des Nationalsozialismus und in der Bundesrepublik Deutschland. Seine Werke wurden in über zwölf Sprachen übersetzt und erreichten eine Gesamtauflage von zwei Millionen Exemplaren. Er gilt als „Prototyp eines nationalistischen und faschistischen Schriftstellers“.

## Leben

### Jugend
Edwin Dwingers Vater Johann Heinrich August Dwinger war Offizier der Kaiserlichen Marine. Dwingers Mutter entstammte einer russischen Familie, die 1868 nach Deutschland eingewandert war. Sie brachte ihrem Sohn die russische Sprache bei und starb 1914, kurz vor Kriegsausbruch. Dwinger besuchte die Oberrealschule (die spätere Hebbelschule) in Kiel.

### Erster Weltkrieg
Dwinger meldete sich bei Kriegsausbruch als 16-jähriger Kriegsfreiwilliger zum Dragoner-Regiment „König Carl I. von Rumänien“ (1. Hannoversches) Nr. 9. Als Offiziersanwärter im Mannschaftsrang (Fahnenjunker) geriet er im Sommer 1915 an der Ostfront in Kurland verwundet in russische Kriegsgefangenschaft. Im Offizierslager Daurija im Transbaikal-Gebiet erlebte der Inhaber des Eisernen Kreuzes II. Klasse die Oktoberrevolution und floh aus dem Lager. 1919 trat er der Weißen Armee bei, kämpfte als Offizier im Range eines Praporschtschiks gegen die Rote Armee und wurde abermals gefangen genommen. Während der Gefangenschaft war Dwinger an Theaterbühnen deutscher, österreichischer und türkischer Kriegsgefangener tätig. 1920 gelang ihm nach seinem Transport nach Irkutsk die Flucht über Omsk, Ufa, Smolensk und Litauen nach Deutschland.

### Zwischenkriegszeit
Wegen der erlittenen gesundheitlichen Schäden ging Dwinger in ein Sanatorium im Westallgäu. 1921 kaufte er einen kleinen Bauernhof in Tanneck (Allgäu). Er betrieb Landwirtschaft und Pferdezucht und gab auch Reitunterricht. 1926 veröffentlichte er mit Korsakoff seinen zweiten Roman. 1929 erschien sein Buch Die Armee hinter Stacheldraht, das hohe Auflagen erzielte und ihn über Nacht berühmt machte. Es beschreibt in drastischer Form die Erlebnisse seiner Kriegsgefangenschaft. Der Erfolg ermöglichte ihm ausgedehnte Reisen. In Griechenland lernte er 1929 seine erste Frau kennen.
1930 erschien Zwischen Weiß und Rot, die Fortsetzung des ersten Buches, das die Zeit des russischen Bürgerkrieges aus Dwingers eigenem Erleben in Sibirien beschreibt. Das Werk wurde erneut über die verschiedenen politischen Lager hinweg positiv aufgenommen und in viele Sprachen, einschließlich Russisch, übersetzt. Dwinger wurde in die Sowjetunion eingeladen, um den Aufbau des Landes zu besichtigen. 1931 heiratete er und kaufte ein größeres Gut in der Nähe von Seeg im Allgäu.
1932 erschien mit Wir rufen Deutschland der dritte Band seiner Trilogie, der die Rückkehr aus der russischen Kriegsgefangenschaft beschreibt. Darin kommt die Ablehnung der als korrupt und dekadent betrachteten Weimarer Republik durch viele ehemalige Frontsoldaten zum Ausdruck.

### Zeit des Nationalsozialismus

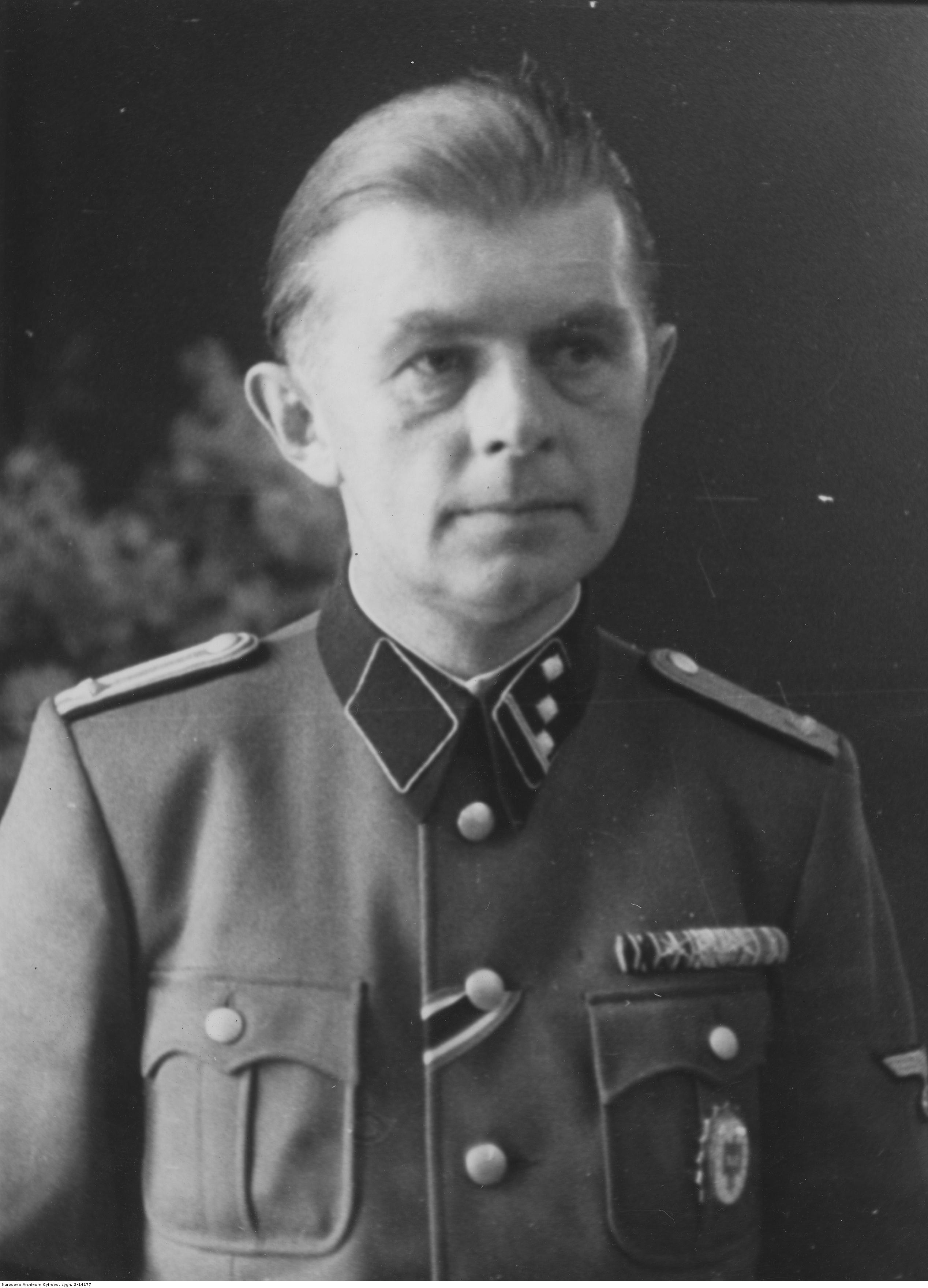
SS-Obersturmführer Edwin Dwinger, Aufnahmedatum nach 1. September 1942 (Verleihung des KVKs II. Klasse ohne Schwerter, siehe Ordensband im Knopfloch)

Obwohl 1933 Dwingers pazifistisches Schauspiel Die Gefangenen von der Gestapo wegen Defätismus Aufführungsverbot erhielt, hatte er bald mit regimekonformen Romanen wieder große Erfolge, insbesondere mit dem Roman Die letzten Reiter über das fiktive Freikorps Mannsfeld im Baltikum. Im Gegensatz zu seinen früheren Werken griff Dwinger jetzt nicht mehr auf selbst Erlebtes zurück, sondern bearbeitete die Stoffe in den Klischees der Zeit, Judenfeindlichkeit und vor allem einen starken Antikommunismus eingeschlossen. 1935 erhielt er den Dietrich-Eckart-Preis und wurde 1935 zum Reichskultursenator in der Reichskulturkammer ernannt.
Er gehörte zum nationalsozialistisch geprägten Eutiner Dichterkreis, der 1936 vom Eutiner Regierungspräsidenten und SA-Gruppenführer Johann Heinrich Böhmcker gegründet wurde.
Am 9. November 1936 wurde Dwinger auf Vorschlag von Reichsführer SS Heinrich Himmler zum SS-Untersturmführer im Stab der 15. SS-Reiterstandarte ernannt (SS-Nr. 277.082), am 9. Februar 1938 stieg er zum Obersturmführer auf. Am 26. Juni 1937 beantragte Dwinger die Aufnahme in die NSDAP und wurde rückwirkend zum 1. Mai desselben Jahres aufgenommen (Mitgliedsnummer 5.293.309).
Im Herbst 1936 reiste er als Kriegsberichterstatter nach Spanien, musste jedoch wegen Krankheit, den Nachwirkungen seiner Lagerzeit, bald zurückkehren. Die Reportage Spanische Silhouetten beschreibt den Spanischen Bürgerkrieg aus franquistischer Sicht. Außerdem veröffentlichte er 1937 einen im Stil der Blut-und-Boden-Ideologie gehaltenen Bildband über das Leben seiner Familie auf dem Hedwigshof bei Seeg.

### Zweiter Weltkrieg
Mit Ausbruch des Zweiten Weltkrieges wurde Dwinger Sonderführer (Z) des Heeres (!) und konnte sich so beliebigen Einheiten und Stäben als Kriegsberichterstatter anschließen.
Joseph Goebbels bestellte eine anti-polnische Propagandaschrift zur Rechtfertigung der deutschen Politik in Polen. Das Resultat, der Roman Der Tod in Polen über den Bromberger Blutsonntag vom 3. September 1939, fiel zu Goebbels’ Zufriedenheit aus.
1940 erschien Panzerführer, eine Reportage über den Vorstoß zur Kanalküste im Frankreichfeldzug, den Dwinger wahrscheinlich im Stab von General Heinz Guderian mitmachte.
Ende 1941 wurde Dwinger, mit SS-Sondervollmachten versehen, an die Ostfront geschickt. Himmler erhoffte sich damals, Dwinger würde es einmal gelingen, eine Art Nationalepos über den Feldzug und die Ostbesiedlung zu schreiben. 1942 erschien Wiedersehen mit Sowjetrussland über Dwingers Reise.
Ab 1942 und in steigendem Maße nach der Schlacht von Stalingrad kritisierte Dwinger öffentlich die Ostpolitik. Im Frühjahr 1943 publizierte er in Wille und Macht, dem Organ der Hitlerjugend, den Essay Der russische Mensch. Er bestritt eine rassische Minderwertigkeit der Russen, die, erst vom Bolschewismus befreit, in die europäische Völkerfamilie zurückkehren würden. Ein Sieg Deutschlands sei nur durch gute Behandlung der Bevölkerung in den besetzten Gebieten möglich.
Dwinger engagierte sich für die Aufstellung von russischen Kampfverbänden unter General Wlassow, um die Bolschewisten zu entmachten. Zu den Befürwortern solcher Ideen gehörten neben ranghohen Militärs auch Mitglieder des späteren Widerstandes wie Henning von Tresckow oder Claus Schenk Graf von Stauffenberg.
Durch seine Aktivitäten und ständigen Denkschriften machte sich Dwinger bei der Parteispitze unbeliebt und verlor auch die Gunst Himmlers. Dwinger bekam ab Herbst 1943 Schreibverbot, wurde unter Hausarrest gestellt und vom SD überwacht. In seiner berüchtigten Posener Rede erwähnte Himmler „die baltischen und östlichen Träumer, von denen einige sehr gute Bücher schreiben und auch eine russische Mutter hatten“ im Zusammenhang mit Wlassow.
1944 und 1945 war Dwinger im Auftrag von Außen- und Propagandaministerium wiederholt im Ausland.

### Bundesrepublik Deutschland
Nach Kriegsende wurde Dwinger in Ludwigsburg für ein halbes Jahr inhaftiert. Bei seinem Entnazifizierungsprozess, der erst 1948 zu Beginn des Kalten Krieges stattfand, wurde er lediglich als Mitläufer eingestuft und zu 500 Mark Geldstrafe verurteilt. Die Verteidigung versuchte sogar, ihn in Verbindung zum Widerstand zu bringen.
Auf dem Hedwigshof bei Seeg lebend, verfasste er nationalistische und antikommunistische Bücher, die immer noch ein Publikum fanden. Wenn die Dämme brechen (1950) behandelt den Einmarsch der Roten Armee in Ostpreußen. Die zwölf Gespräche (1966) und General Wlassow (1951) tragen autobiographische Züge. Im utopischen Kriegsroman Es geschah im Jahre 1965 (1957) wird ein atomarer Weltkrieg beschrieben.
1981 starb Edwin Erich Dwinger in Gmund am Tegernsee.

### Privates
1931 heiratete er Waltraud Wien, die Tochter des Physikers Wilhelm Wien. Gemeinsam hatten sie zwei Söhne und eine Tochter. Die Ehe wurde 1945 geschieden. Seine zweite Frau Ellen war zuvor mit dem Autor und Journalisten Giselher Wirsing verheiratet.

### Sonstiges
- Zahlreiche von Dwingers Schriften wurden in der sowjetischen Besatzungszone und in der DDR zensiert, indem sie auf die Liste der auszusondernden Literatur gesetzt wurden.[16][17][18]
- Der Regisseur Tobias Ginsburg recherchierte gemeinsam mit Dwingers Enkel Raphael Dwinger anderthalb Jahre über Leben und Werk des Schriftstellers und arbeitete es im dokumentarischen Theaterstück Nestbeschmutzung auf. Das Stück feierte 2011 in der Reaktorhalle München und der Schauburg Premiere.[19][20]
- Der Bundesnachrichtendienst übergab Akten zu Dwinger an das Bundesarchiv Koblenz, die seit 2017 digital einsehbar sind, darunter ein Text Was muss im Augenblick geschehen, um Stalins System zu stürzen?[21]

## Werke (Auswahl)

Zwischen Weiß und Rot, 1930

- Das große Grab. Sibirischer Roman. 1920
- Korsakoff. Die Geschichte eines Heimatlosen. 1926
- Das letzte Opfer. Roman, 1928
- Die Armee hinter Stacheldraht. Das Sibirische Tagebuch. 1929
- Zwischen Weiß und Rot. Die russische Tragödie 1919–1920. 1930; NA: Stocker, Graz / Stuttgart 2001, ISBN 3-7020-0929-9.
- Die zwölf Räuber. Roman, 1931
- Wir rufen Deutschland. Heimkehr und Vermächtnis. 1921–1924. 1932
- Die Gefangenen. Schauspiel, 1933
- Der letzte Traum. Eine deutsche Tragödie. 1934
- Wo ist Deutschland? Schauspiel, 1934
- Die letzten Reiter. 1935
- Und Gott schweigt. 1936
- Das namenlose Heer. Erlebnisse in russischer Kriegsgefangenschaft, 1936 (Deutsche Reihe Band 35)
- Spanische Silhouetten. Tagebuch einer Frontreise. 1937
- Ein Erbhof im Allgäu. Verlag F. Bruckmann AG, München, 1937
- Auf halbem Wege. Roman, 1939
- Der Tod in Polen. Die volksdeutsche Passion. 1940
- Panzerführer. Tagebuchblätter vom Frankreichfeldzug. 1941
- Wiedersehen mit Sowjetrussland. Tagebuch vom Ostfeldzug. 1942
- Dichter unter den Waffen. Ein Kriegsalmanach deutscher Dichtung. Hrsg. v. Werbe- u. Beratungsamt für das Deutsche Schrifttum beim Reichsministerium für Volksaufklärung und Propaganda (Porträtphotographien mit Kurzbibliographien, Kurzbiographien und Schaffensproben der bekanntesten Dichter der Zeit: Dwinger u. a.), 1941
- Wenn die Dämme brechen … Untergang Ostpreußens. 1950
- General Wlassow. Eine Tragödie unserer Zeit. 1951
- Sie suchten die Freiheit … Schicksalsweg eines Reitervolkes. 1952
- Hanka. Roman eines Jägers.  1953
- Das Glück der Erde. Reiterbrevier für Pferdefreunde. 1957
- Es geschah im Jahre 1965. 1957
- Die zwölf Gespräche, 1933–1945. 1966